# Société héraldique et généalogique hongroise
La Société héraldique et généalogique hongroise (en hongrois : Magyar Heraldikai és Genealógiai Társaság) est une association scientifique et une organisation sociale dont le but principal en Hongrie est de fournir le cadre scientifique à l'héraldique et à la généalogie. La Société est fondée en 1883, est interdite plusieurs décennies sous la Hongrie communiste et réapparaît en 1983.

## Histoire
La Société héraldique et généalogique hongroise est fondée en 1883 au service de la rechercher héraldique, de la diplomatie, du sceau, de la généalogie et de des familles nobles hongroises. Ses fondateurs sont des membres de sociétés savantes et de familles nobles. Ils créent la même année la gazette Turul qui en  rapporte les activités et le travail scientifique. La Société choisit comme blason celui du roi André II de Hongrie. Interdite sous ère de Rákosi, elle renaît en 1983 à l'initiative du professeur István Kállay (hu).

## Sources
- Kislexikon
- Iván Bertényi: Kis magyar címertan, Gondolat Zsebkönyvek, Budapest, Gondolat Kiadó, 1983,  (ISBN 963281195X)